# Weintrauboa chikunii
Weintrauboa chikunii är en spindelart som först beskrevs av Ryoji Oi 1979.  Weintrauboa chikunii ingår i släktet Weintrauboa och familjen Pimoidae. Inga underarter finns listade i Catalogue of Life.